# Val di Ranco
Val di Ranco è una località turistica che si trova in Umbria, nel comune di Sigillo, nella provincia di Perugia.
Si trova al confine con le Marche dove sorge l'area protetta dell' Parco nazionale del Monte Cucco, è una meta di molti escursionisti. È una meta di fondamentale importanza per il volo libero europeo. Tutti gli anni si tengono trofei internazionali e nazionali di deltaplano e negli anni 1999, 2008 e 2012 vi si sono tenuti i Campionati Mondiali di deltaplano.

## Servizi
A Val di Ranco vi è una struttura turistica composta da alberghi, ristoranti e vari servizi per i visitatori.